# Charles-Antoine Saladin
Charles-Antoine, baron Saladin (24 mars 1761, Nancy - 22 octobre 1832, Nancy), est un homme politique français.

## Biographie
Fils de Charles Saladin, procureur à la cour, et de Barbe Thomas, il devient avocat à Nancy. Il prend une part honorable à la répression de l'insurrection des régiments de la garnison en 1790. Suspect de modérantisme, il n'exerça aucune fonction publique jusqu'à la promulgation de la Constitution de l'an III, et devint alors juge à Nancy. 
Rallié au 18 brumaire, il est nommé juge au tribunal d'appel de Nancy le 22 prairial an VIII.
Secrétaire général du ministère de la Justice et de la préfecture de police en l'an XI, et se voit chargé, en cette qualité, du travail des émigrés, dont il fit rappeler plus de 42000. Il quitte ces fonctions en 1804, à la séparation des deux ministères, malgré les instances de Napoléon. 
Nommé président de chambre le 13 février 1811, créé baron de l'Empire le 25 mars 1813, il est confirmé dans ses fonctions de président par la seconde Restauration, le 7 mars 1816. 
Procureur général à la cour de Nancy en 1823 et officier de la Légion d'honneur, il est élu député du 2e arrondissement électoral de la Meurthe (Lunéville) le 25 février 1824. Il vote en général avec le parti ministériel et, à propos de la création des écoles de médecine, soutint énergiquement le principe de la décentralisation. 

## Sources
- « Charles-Antoine Saladin », dans Adolphe Robert et Gaston Cougny, Dictionnaire des parlementaires français, Edgar Bourloton, 1889-1891 [détail de l’édition]